# برناردو فييرا دي سوزا
بيرناندو سوزا (بالبرتغالية: Bernardo Vieira de Souza) (20 مايو 1990 بسوروكابا في البرازيل - ) هو لاعب كرة قدم برازيلي في مركز الوسط .
لعب مع نادي أولسان هيونداي ونادي بالميراس ونادي سانتوس ونادي سيارا ونادي غوياس ونادي فاسكو دا غاما ونادي كروزيرو ونادي الخليج .

## روابط خارجية
- برناردو فييرا دي سوزا على موقع دوري كوريا الجنوبية (الإنجليزية)
- برناردو فييرا دي سوزا على موقع قاعدة بيانات كرة القدم.إي يو (الإنجليزية)
- برناردو فييرا دي سوزا على موقع Soccerway.com (الإنجليزية)
- برناردو فييرا دي سوزا على موقع عالم كرة القدم.نت (الإنجليزية)